# 1989年2月20日月食
1989年2月20日月食为一次在协调世界时1989年2月20日出現的月全食。該次月食半影食分為2.392、全影食分為1.279。偏食維持了112分，全食維持40分。

## 概述
這次月食的食分是10.27，偏食維持了112分，全食維持40分。

## 基本參數
- 類型：月全食
- 食甚資料：
  - 日期：1989年2月20日
  - 時間：15:35
  - 月球位置：赤經10.27度、赤緯11.0度
  - 食分：半影食分：2.392、全影食分：1.279
  - 持續時間：偏食112分、全食40分

## 外部連結
- NASA月食專頁（页面存档备份，存于）（英文）